# AMD
Advanced Micro Devices, Inc. (AMD) (NYSE AMD) és una empresa global que especialitza a dispositius de semiconductor de la fabricació van usar a tramitació d'ordinador. L'empresa també produeix memòries flash, processadors de gràfic, plaques mare i una varietat dels components usats a béns d'electrònica del consumidor. L'empresa és un proveïdor important de microprocessadors (xips d'ordinador). AMD És basat dins Sunnyvale, Califòrnia.

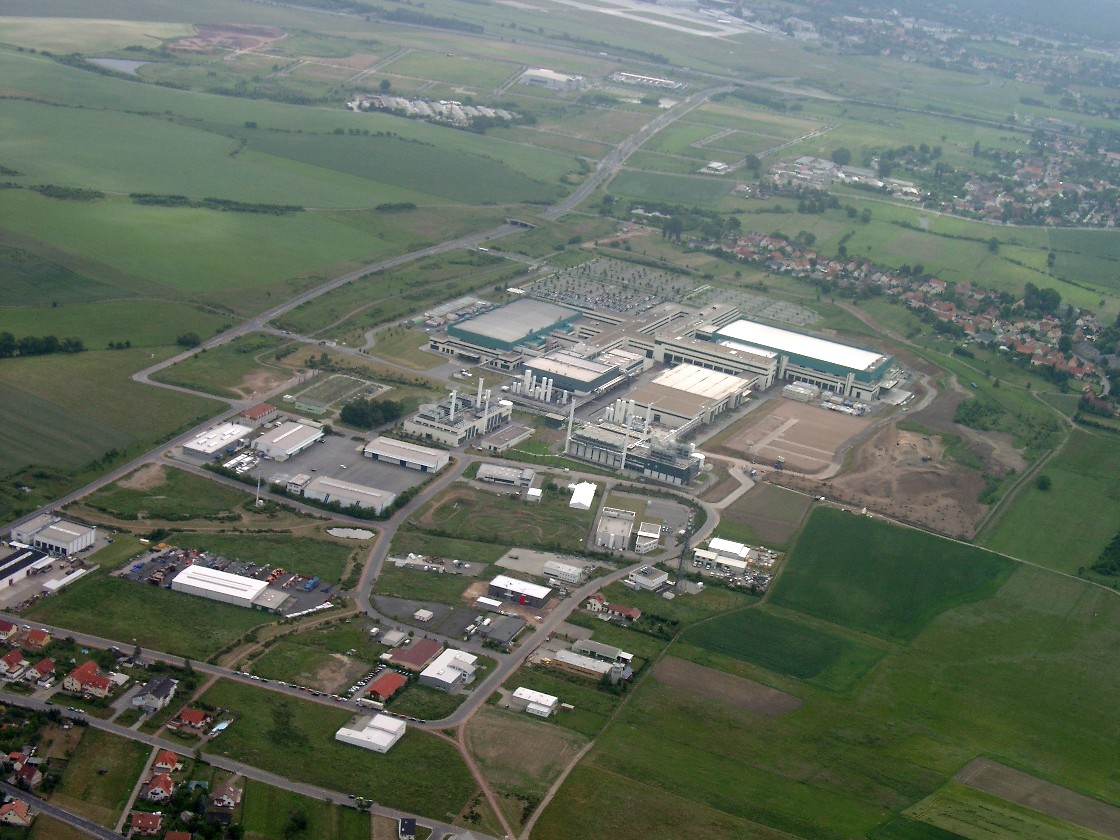
Un dels principals centres de producció de processadors AMD a Dresden, Alemanya.

AMD és la segona companyia mundial productora de microprocessadors x86 (després d'Intel) i un dels més importants fabricants de memòria flaix i altres dispositius semiconductors. AMD és l'únic competidor significatiu d'Intel pel que fa a CPU x86 per a ordinadors. Junts copen un 99,1% del mercat (Intel un 80,3% i AMD el 18,8%) segons un estudi pel tercer trimestre de l'any 2011. Des que va adquirir ATI l'any 2006 és un dels productors principals de processadors gràfics (GPU) i conjuntament amb Nvidia controlen pràcticament la totalitat del mercat.
AMD és més conegut pels microprocessadors AMD Fusion, Athlon, Opteron, Turion 64, Sempron, i línies Duron de processadors compatibles amb x86.

## Història

### Història de l'empresa
Advanced Micro Devices era formalment incorporat en 1 de maig de 1969, per Jerry Sanders, juntament amb altres set col·legues provinents de Fairchild Semiconductor. Sanders, un enginyer elèctric que era el director de màrqueting a Fairchild, com també va passar amb altres executius de Fairchild, es va sentir frustrat per la creixent manca de suport, oportunitats i manca de flexibilitat dins de l'empresa, i per això va decidir iniciar la seva pròpia empresa de semiconductors.

AMD va començar per ser un fabricant alternatiu i millorar productes existents, especialment xips lògics, fent-los més eficients i més ràpids. El 1970 va llançar els primers dissenys propis, primer el Am9300, un registre de desplaçament de 4 bits amb entrada sèrie i paral·lel; poc després el Am2501, un comptador reversible de 4 bits i el Am2505, un multiplicador paral·lel de 2x4 bits, uns nous components amb els quals la nova companyia va assolir molt èxit. Com plus l'empresa va afegir un exhaustiu control de qualitat a la seva línia de producció de tots els seus productes, i també va oferir qualitat amb especificacions militars. L'augment de clients va propiciar l'ampliació de l'empresa, inaugural una planta d'assemblatge a Malàisia i al mateix temps que augmentava la seva capacitat de producció a Sunnyvale. Al seu cinquè any, AMD fabricava més que 200 productes i va tenir uns 25.5 M$ de vendes anuals.

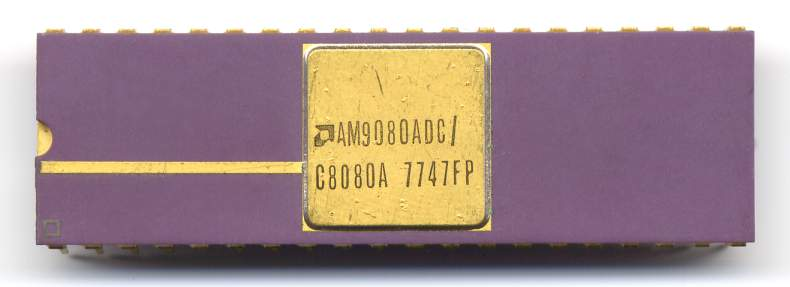
Primer Processador d'AMD 8080 (AMD AM9080ADC / C8080A), 1977

El 1971 Intel hi havia creat el primer microprocessador, el 4004 de 4-bit i el 1974 el 8080 de 8 bits. El 1975, AMD va entrar el mercat de microprocessador amb l'Am9080, clonat del 8080 mitjançant l'enginyeria inversa. i posteriorment l'Am2900 un processador de dos bits bit-slice, una tecnologia que permet expandir de dos en dos el nombre de bits del processador. Quan Intel va començar a instal·lar microcodi als seus microprocessadors el 1976, va establir a un acord de llicència creuat amb AMD, que permetia a AMD utilitzar el microcodi als seus microprocessadors i perifèrics, acord que es va estendre fins al 1976.
Malgrat la recessió dins 1974 i 1975, AMD va acréixer el seu negoci a $168 milions.
El principi de la nova dècada la informàtica va veure un gran creixement amb els computadors personals, amb el que AMD en va sortir molt reforçada provocant un creixement explosiu amb alternatives d'alta qualitat de processador x86. Per servir la forta demanda, AMD va augmentar els espais de fabricació i la inversió en recerca i desenvolupament. L'empresa també introduïa els estàndards INT.STD.1000 de qualitat de fabricació, els més alts a la indústria del temps.
A la dècada dels noranta, per oferir més solucions diverses als seus clients, l'empresa va ampliar el seu mercat amb els dispositius de lògica programable, dispositius mòdems, i microprocessadors compatibles amb els 386 d'Intel. Després una llarga batalla legal, va trencar el monopoli d'Intel amb Am386 un processador del qual va vendre més d'un milió d'unitats. Dins 1993 el va llançar la seva nova generació de processadors amb els Am486 processadors, permetent-se clients noves oportunitats i estalvis de costos.
L'any 2000 va veure un altre canvi notable, amb un nou president i CEO, Dr. Hector Ruiz. La seva expertesa en tecnologies de procés i de mercat van posar AMD en una posició de la força quan l'economia es va alentir i produir l'explosió de bombolla tecnològica.
Per a resistir l'embat, el 2002 el Dr. Ruiz va anunciar una nova filosofia de negoci, el “model empresarial connectat,” basat en la selecció i aliances entre empreses i clients, i relacions entre cadascú d'ells. Dins d'aquest context, AMD va obrir un centre de desenvolupador per contribuir al desenvolupament més accelerat dels seuse socis, i agilitzar els processos de validació pels productes construïts amb tecnologia AMD. També va iniciar acords de col·laboració amb la Xina en el camp de l'educació, per desenvolupar AMD tecnologia-PC per recolzar i assistir educadors i alumnes a la Xina.
L'any 2003 va fer un altre gran pas per AMD: establí una primera solució per estendre l'estàndard x86 a informàtica de 64 bits. El processador AMD Opteron proporciona als seus clients amb actuació més gran, va simplificar informàtica de 64 bits i va resultar a una aliança revolucionària amb Sun Microsystems.

### Acords ambIntel
- La història amb Intel i AMD comença l'any 1977. Intel amenaça AMD de demandar la companyia per l'ús no autoritzat que AMD feia de l'EPROM, la qual va ser disseny de Intel. A causa d'aquesta amenaça, AMD i Intel van aconseguir arribar a un acord pel qual AMD li pagava a Intel per les EPROM que usava, i li donava uns reconeixements a Intel pels descobriments efectuats gràcies a les EPROM, a canvi, Intel donaria a AMD uns segons drets per als xips processadors de 8 bits “8085”, així com drets per als anomenats “microcodes”. Aquest acord no va durar més enllà d'un any perquè Intel no va donar drets immediats a AMD pels processadors de 16 bits “8086” que va començar a desenvolupar.[15]
- Principis de la dècada de 1980: IBM opta per l'anomenada arquitectura x86 de xips d'Intel i el sistema operatiu de programari DOS construït per Microsoft. Per evitar la dependència excessiva d'Intel com a únic procès de xips, IBM demana que Intel el trobi com a segon proveïdor.[16]
- 1982: Intel i AMD signen un acord d'intercanvi tecnològic fent que AMD sigui un segon proveïdor. L'acord permet a AMD accedir a l'anomenada tecnologia de xips de segona generació d'Intel.[16]
- 1984: Intel busca fer-ho sol amb les fitxes de "386" de tercera generació utilitzant les tàctiques que afirma AMD que formaven part d'un "pla secret" per crear un monopoli de PC.[16]
- 1991: AMD envia una denúncia antimonopoli al nord de Califòrnia afirmant que Intel participa en actes il·lícits dissenyats per garantir i mantenir el monopoli.[16]
- 1992: un tribunal regeix contra Intel i atorga AMD $ 10 milions més una llicència lliure de drets per a qualsevol patent d'Intel que s'utilitzi en el mateix processador de 386.[16]
- 1995: AMD posa en dubte totes les disputes legals pendents amb Intel en un acord que dona a AMD un interès compartit en el disseny de xips x86, que es manté fins avui l'arquitectura bàsica dels xips per fer ordinadors personals.[16]
- 1999: obligat per l'acord de 1995 per desenvolupar la seva pròpia manera d'implementar dissenys x86, AMD crea la seva pròpia versió del x86, el xip Athlon.[16]
- 2000 - AMD es queixa a la Comissió Europea que Intel està infringint les lleis europees contra la competència mitjançant programes de màrqueting "abusius". AMD utilitza mitjans legals per intentar accedir als documents produïts en un altre cas antimonopoli d'Intel, aquest presentat per Intergraph. El cas Intergraph és finalment resolt.[16]
- 2004: la Comissió de Comerç Just del Japó (JFTC) ataca les oficines de Intel al Japó a la recerca de documents. Intel coopera amb la investigació, però no està d'acord amb el resultat. Els funcionaris de JFTC troben que la unitat japonesa d'Intel va sufocar la competència oferint descomptes a cinc fabricants de PC japonesos: Fujitsu, Hitachi, NEC, Sony i Toshiba, que van acordar no comprar ni limitar les seves compres de xips fabricats per AMD i Transmeta.[16]
- 2005 - AMD envia una demanda antimonopoli contra Intel a la cort de districte dels EUA a Delaware. La queixa de 48 pàgines al·lega en detall que Intel ha mantingut il·legalment el seu monopoli en el mercat del microprocessador x86 mitjançant la coacció dels clients de tot el món de tractar amb AMD.[16]
- Intel i NVIDIA no es porten bé des del 2009, quan van començar a denunciar-se pels xips nForce. A partir dels i7, NVIDIA no vol oferir més aquestes gràfiques, i va permetre a Intel fabricar les seves a canvi de donar-los 1.500 milions de dòlars durant sis anys. Aquest acord va acabar fa una mica més d'un any, i finalment Intel pot equipar la gràfica que vulgui en els seus processadors. A causa d'això, AMD i Intel s'uneixen al 2017 i creen el nou xip sèrie H d'alt rendiment per a portàtils, fent una unió entre la portabilitat que té AMD i la potència de Intel.[17]

### Adquisició de ATI
El 24 de juliol de 2006 AMD va anunciar l'adquisició d'ATI technologies per un total de $5400 milions completant la transacció el 25 d'octubre de 2006. Amb això AMD es reestructurà com l'única empresa en el món que proveeix un ventall de solucions en totes les branques de microprocessadors, targetes gràfiques i chipsets. També es converteix en el productor més gran mundial de xips per a TV, consoles i telefonia mòbil en el món.
L'octubre de 2008, AMD va anunciar plans per a escindir les operacions de fabricació en forma d'una empresa conjunta amb Advanced Technology Investment Co., una companyia d'inversions formada pel govern d'Abu Dhabi. La nova empresa es diu GlobalFoundries Inc. L'associació i l'escissió van donar a AMD una injecció d'efectiu que li van permetre centrar-se únicament en el disseny de xips.
El 30 d'agost de 2010 AMD va anunciar que canviaria el nom la marca ATI per AMD als xips gràfics per ajudar a impulsar la marca.

## Productes

### GPU

#### ATI abans de l'adquisició d'AMD
Lee Ka Lau, Francis Lau, Benny Lau i Kwok Yuen Ho van fundar ATI el 1985 com a Array Technology Inc. Treballant principalment en el camp OEM, ATI va produir targetes gràfiques integrades per a fabricants de PC com IBM i Commodore. El 1987, ATI es va convertir en un minorista independent de targetes gràfiques, introduint les línies de productes de la targeta EGA Wonder i VGA Wonder aquest any. [181] A principis dels anys noranta van llançar productes capaços de processar gràfics sense la CPU: el maig de 1991, el Mach8, el 1992 el Mach32, que oferia una amplada de banda millorada i una acceleració de la interfície gràfica. ATI Technologies Inc. es va fer pública el 1993, amb accions cotitzades al NASDAQ i a la Borsa de Toronto.
El 1994, l'accelerador Mach64 va debutar, alimentant els Xpression gràfics i els gràfics Pro Turbo, oferint suport de maquinari per a la conversió d'espais de color YUV-a-RGB, a més del zoom del maquinari; primeres tècniques d'acceleració de vídeo basades en maquinari.
ATI va presentar la seva primera combinació d'acceleradors 2D i 3D sota el nom de 3D Rage. Aquest xip es basava en el Mach 64, però presentava una acceleració 3D elemental. La línia ATI Rage va alimentar gairebé tota la gamma de productes gràfics ATI. En particular, el Rage Pro va ser una de les primeres alternatives viables en 3D 2D-3D amb els xips Voodoo 3D-only-only. L'acceleració 3D a la línia Rage va avançar de la funcionalitat bàsica de la 3D Rage inicial a un accelerador DirectX 6.0 més avançat el 1999 Rage 128.

#### Radeon Dins AMD
En 2008, la divisió ATI d'AMD va llançar la microarquitectura de TeraScale implementant un model de shader unificat. TeraScale és el nom per a una família de microarquitectures de la unitat de processament de gràfics desenvolupades per ATI Technologies / AMD i la seva segona microarquitectura que implementa el model de shader unificat després de Xenos. TeraScale va substituir les velles microarquitectures de canonades fixes i va competir directament amb la primera microarquitectura unificada de Nvidia anomenada Tesla.
Inicialment llançat com a part de la GPU per a Xbox 360, aquesta tecnologia es farà servir a les peces HD 2000 de la marca Radeon. Tres generacions de TeraScale serien dissenyades i utilitzades en parts del 2008-2014.
Dissenyat pensant en el jugador, la nova targeta gràfica d'AMD va tenir un suport natiu de fins a cinc pantalles gràcies a la tecnologia de visualització múltiple AMD Eyefinity i una sisena pantalla addicional gràcies als components de transport Multi-Stream de DisplayPort 1.2. També hi ha en aquestes versions un commutador de doble BIOS pràctic per canviar entre dos paràmetres de velocitat diferents sobre la marxa (per defecte i overclock).
El Radeon HD 6990 també compta amb altres campanes i xiulets que inclouen una millor qualitat de la imatge a través d'AQAA (Qualitat avançada) i Anti-Aliasing morfològic (MLAA), suport 3D estereoscòpic HD3D, tecnologia d'acceleració EyeSpeed, un descodificador de vídeo unificat 3 (UVD3) accelerador de reproducció de vídeo per a discs Blu-ray 3D i HD, suport per a HDMI 1.4a i suport per a operacions de punt flotant de doble precisió IEEE 754.

#### Divisions combinades de GPU i CPU
En una reestructuració del 2009, AMD va fusionar les divisions CPU i GPU per donar suport a les APU de les empreses que fusionaven gràfics i processos de propòsit general. En 2011, AMD va llançar el successor de TeraScale, Graphics Core Next. Aquesta nova microarquitectura va posar èmfasi en la capacitat de computació de GPGPU, a més del processament de gràfics, amb un objectiu particular de donar suport a la computació heterogènia de les APU d'AMD. El reduït conjunt d'instruccions ISC de GCN va permetre augmentar significativament la capacitat de càlcul sobre la llarga instrucció de la paraula ISA de TeraScale. Des de la introducció de GCN amb el HD 7970, cinc generacions de l'arquitectura GCN s'han produït des del 2008 fins a almenys el 2017.
Graphics Core Next (GCN) és el nom en clau tant per a una sèrie de microarquitectures com per a un conjunt d'instruccions. GCN va ser desenvolupat per AMD per a les seves GPU com a successor del conjunt d'instruccions / instruccions de microarquitectura de TeraScale. El 2011 es va llançar el primer producte amb GCN.
GCN és una microarquitectura RISC SIMD que contrasta amb l'arquitectura VLIW SIMD de TeraScale. GCN requereix considerablement més transistors que TeraScale, però ofereix avantatges per al càlcul de GPGPU. Fa que el compilador sigui més senzill i hauria de provocar una millor utilització. GCN es fabrica en xips gràfics de 28 nm, 14 nm i 7 nm, disponibles en models seleccionats de la sèrie Radeon HD 7000, HD 8000, 200, 300, 400, 500 i Vega de targetes gràfiques AMD Radeon, inclosa la publicació separada Radeon VII. El GCN també s'utilitza a la part gràfica de les unitats de processament accelerat d'AMD (APU), com ara en les APU de PlayStation 4 i Xbox One.

#### Radeon Technology Group
El setembre de 2015, AMD va separar la divisió de tecnologia gràfica de la companyia en una unitat interna independent anomenada Radeon Technology Group (RTG) encapçalada per Raja Koduri. Això va donar a la divisió gràfica de l'autonomia d'AMD en el disseny i comercialització de productes. El RTG va passar a crear i llançar les microarquitectures Polaris i Vega publicades el 2016 i el 2017, respectivament. En particular, la Vega, o GCN de 5a generació, la microarquitectura inclou una sèrie de revisions importants per millorar el rendiment i calcular les capacitats.
AMD anunci a principis de 2019 que els processadors EPYC 'Rome' de 64 nuclis i 128 fils sortirien al mercat a mitjans de 2019, el que potser prepari el terreny per a una gran victòria contra Intel mentre AMD avança cap a un procés de fabricació de 7 nm, quan el seu competidor directe segueix en els 14 nm en el segment de servidors.
Entre la gran gamma de GPU es troba la Radeon VII que sorprèn per aquests 13.200 milions de transistors en el seu dia de 331 mm 2, que curiosament és més compacta que la de les GPU Vega 10 i això permet entre altres coses integrar aquests impressionants 16 GB de memòria HBM2 que de fet potser són "massa" per a una gràfica de consum, tot i estar orientada a gamers exigents.
Es té coneixement que la versió que Sony i Microsoft podrien utilitzar en Xbox Scarlett i PS5 és l'AMD Radeon Navi 20, dues consoles que, com sabem, marcaran un punt d'inflexió en el sector.
La nova generació gràfica d'AMD utilitzarà una versió "perfeccionada" de GCN, millorarà tant en rendiment com en eficiència i comptarà amb suport de traçat de raigs. En general, es parla d'una potència superior a la GeForce RTX 2080 TI en el model topall de gamma, però no es concreta res més enllà, ni pel que fa a especificacions ni de preus.

### CPU

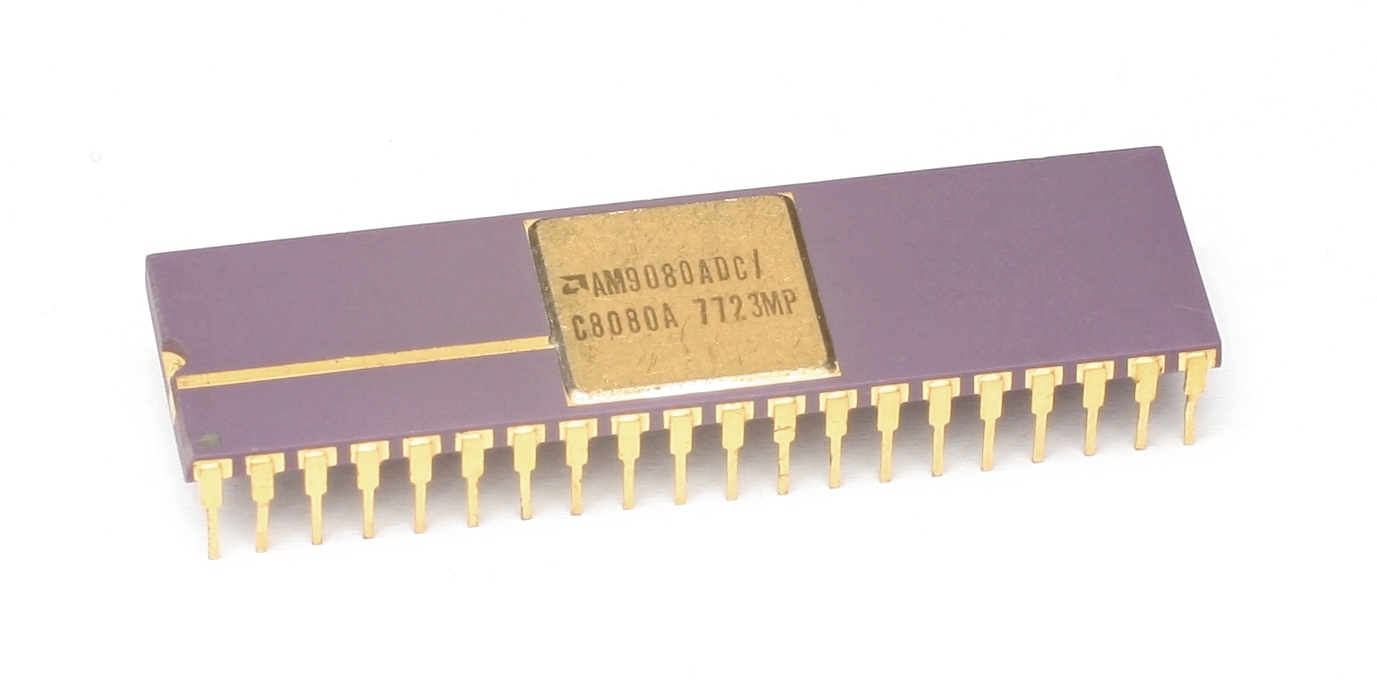
Primer processador AMD 9080(AMD AM9080ADC / C8080A), 1977

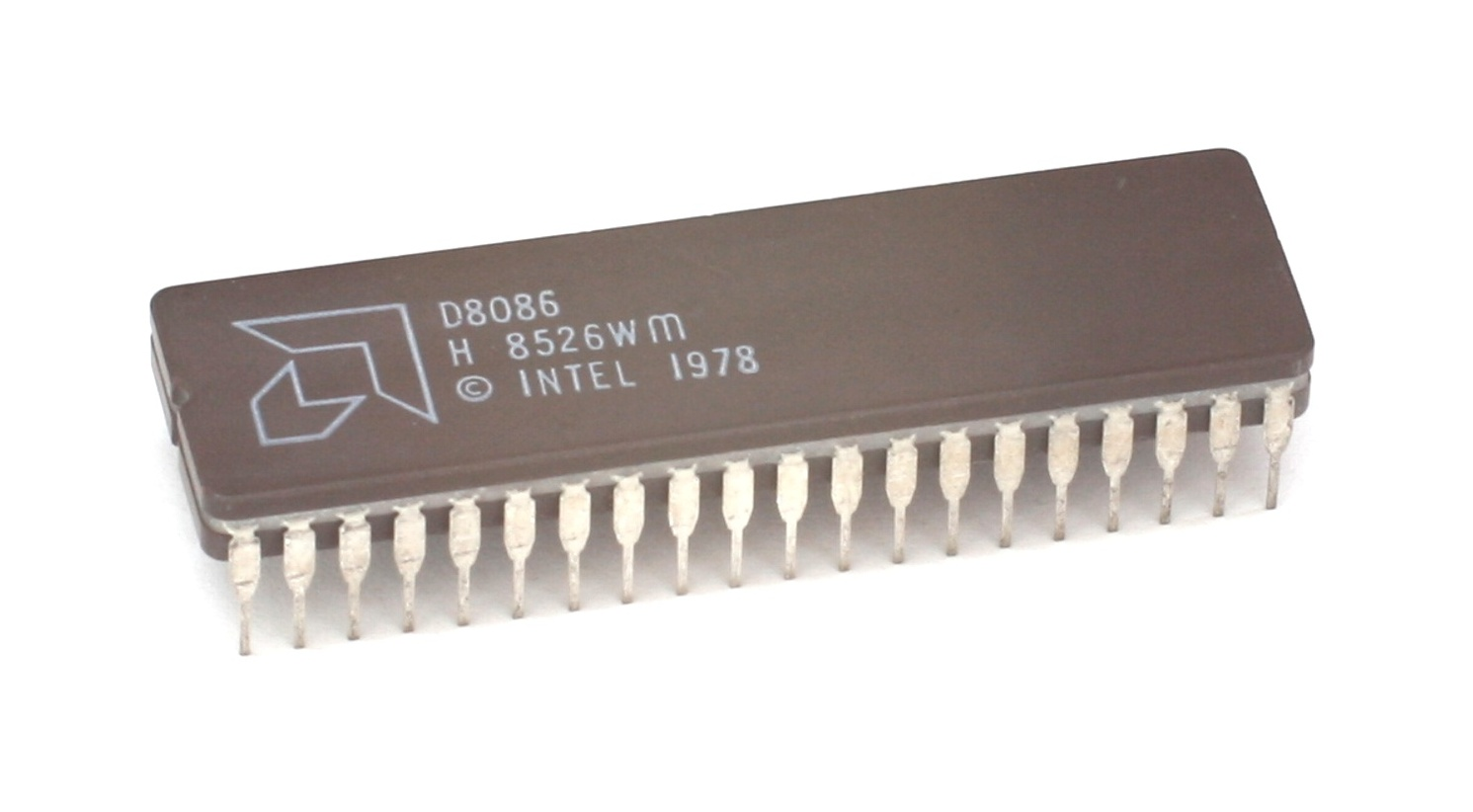
AMD D8086, 1978

#### PC d'IBM i l'arquitectura x86
El febrer de 1982, AMD va signar un contracte amb Intel, convertint-se en un segon fabricant amb llicència de processadors 8086 i 8088. IBM volia utilitzar l'Intel 8088 en el seu PC IBM, però la política d'IBM en aquell moment era requerir almenys dues fonts pels seus xips. AMD va produir més tard l'Am286 sota el mateix acord. En 1984, Intel, per tal de reforçar el seu avantatge en el mercat, va decidir internament deixar de cooperar amb AMD en el subministrament d'informació de producte i va retardar i finalment es va negar a transmetre els detalls tècnics de l'Intel 80386 a AMD. El 1987, AMD va invocar l'arbitratge sobre la qüestió, i Intel va reaccionar cancel·lant totalment el contracte d'intercanvi tecnològic de 1982. Després de tres anys de testimoni, AMD va guanyar finalment l'arbitratge el 1992, però Intel va disputar aquesta decisió. Va seguir una altra llarga disputa legal i va acabar el 1994 quan el Tribunal Suprem de Califòrnia es va aliar amb l'àrbitre i AMD.
El 1990, Intel també va contrarestar AMD, renegociant el dret d'AMD d'utilitzar derivats del microcodi d'Intel per als seus processadors clonats. Davant de la incertesa durant la disputa legal, AMD es va veure obligada a desenvolupar versions dissenyades per a sales netes de codi Intel per als seus processadors x386 i x486, el primer temps després que Intel llancés el seu propi x386 el 1985. El març de 1991, AMD va llançar l'Am386, el seu clon del processador Intel 386. L'octubre del mateix any havia venut un milió d'unitats.
En 1993, AMD va introduir la primera de la família de processadors Am486, que va resultar popular entre un gran nombre de fabricants d'equips originals, inclòs Compaq, que va signar un acord exclusiu amb l'Am486. Un altre processador basat en Am486, l'Am5x86, va ser llançat el novembre de 1995 i va continuar l'èxit d'AMD com un processador ràpid i rendible.
Finalment, en un acord amb efectivitat el 1996, AMD va rebre els drets sobre el microcodi a les famílies de processadors x386 i x486 d'Intel, però no als drets del microcodi en les generacions següents de processadors.

#### K5, K6, Athlon, Duron, i Sempron
El primer processador x86 intern d'AMD va ser el K5, que es va llançar el 1996. La "K" era una referència a la kryptonita. (En els còmics, l'única substància que podia danyar a Superman era la kriptonita. Aquesta és una referència a l'hegemonia d'Intel sobre el mercat, és a dir, una antropomorfització d'ells com Superman). El nombre "5" fa referència a la cinquena generació de processadors x86. Intel havia introduït prèviament la seva línia de processadors x86 de la cinquena generació com a Pentium, ja que les marques comercials i l'Oficina de Patents dels Estats Units havien dictaminat que els nombres no podien ser registrats.
El 1996, AMD va comprar NexGen, específicament per als drets sobre la seva sèrie Nx de processadors compatibles amb x86. AMD va donar a l'equip de disseny de NexGen el seu propi edifici, els va deixar sols i els va donar temps i diners per reelaborar el Nx686. El resultat va ser el processador K6, introduït el 1997. Encara que el K6 es basava en Socket 7, variants com K6-3 / 450 eren més ràpides que el Pentium II d'Intel (processador de sisena generació).
El K7 va ser el processador x86 de setena generació d'AMD, que va debutar el 23 de juny de 1999 sota la marca Athlon. A diferència dels processadors AMD anteriors, no es va poder utilitzar en les mateixes plaques base que Intel, a causa de problemes de llicència entorn del connector Slot 1 d'Intel, i va utilitzar un connector de Slot A, al que fa referència el bus processador Alpha. El Duron era una versió més econòmica i limitada de l'Athlon (memòria cau L2 de 64 kB en lloc de 256 kB) en un Socket PGA de 462-pin o soldat directament a la placa base. Sempron va ser posat en llibertat com a Athlon XP de menor cost, substituint a Duron per la presa de corrent. Des de llavors, s'ha migrat cap amunt a tots els sockets nous, fins a AM3.
El 9 d'octubre de 2001, es va llançar l'Athlon XP. El 10 de febrer de 2003 es va llançar l'Athlon XP amb 512 kB L2 Cache.

#### Athlon 64, Opteron, Phenom i Ryzen
El K8 va ser una revisió important de l'arquitectura K7, publicada el 2003, amb les característiques més notables afegint una extensió de 64 bits al conjunt d'instruccions x86 (anomenat x86-64, AMD64 o x64), la incorporació d'un controlador de memòria en xip, i la implementació d'una interconnexió punt a punt d'alt rendiment anomenada HyperTransport, com a part de l'arquitectura Direct Connect. La tecnologia es va llançar inicialment com el processador orientat al servidor Opteron el 22 d'abril de 2003. Poc després es va incorporar a un producte per a ordinadors de sobretaula, amb la marca Athlon 64.
El 21 d'abril de 2005, AMD va llançar el primer Opteron de doble nucli, un servidor basat en x86 CPU. Un mes més tard, AMD va llançar l'Athlon 64 X2, la primera família de processadors de doble nucli basada en escriptori. El maig de 2007, AMD va abandonar la cadena "64" en la seva marca de productes d'escriptori de doble nucli, convertint-se en Athlon X2, minimitzant la importància de la informàtica de 64 bits en els seus processadors. Altres actualitzacions van implicar millores en la microarquitectura i un canvi de mercat objectiu des dels sistemes d'escriptori convencionals fins a valorar sistemes d'escriptori de doble nucli. El 2008, AMD va començar a llançar processadors Sempron de doble nucli exclusivament a la Xina, amb la marca de la sèrie Sempron 2000, amb una velocitat menor de HyperTransport i una memòria cau L2 menor. Així, AMD va completar la seva cartera de productes de doble nucli per a cada segment de mercat.
Després del K8 va arribar el K10. El setembre de 2007, AMD va llançar el primer servidor Opteron K10 processadors, seguit al novembre pel processador Phenom per a escriptori. Els processadors K10 van venir en versions de doble nucli, de triple nucli, i de quatre nuclis, amb tots els nuclis en un únic die. AMD va llançar una nova plataforma, en nom de codi "Spider", que va utilitzar el nou processador Phenom, així com una GPU R770 i un xip 790 GX/FX de la sèrie de chipsets AMD 700. No obstant això, AMD va construir Spider a 65 nm, cosa que no era competitiva amb el menor i més eficient 45 nm d'Intel.
El gener de 2009, AMD va llançar una nova línia de processadors anomenada Phenom II, una actualització del Phenom original construït amb el procés de 45 nm. La nova plataforma d'AMD, amb el nom de codi "Dragon", va utilitzar el nou processador Phenom II i una GPU ATI R770 de la família GPU R700, així com un xip 790 GX / FX de la sèrie de chipsets AMD 700. El Phenom II va venir en variants de doble nucli, triple nucli i quad-core, tot utilitzant el mateix troquel, amb nuclis desactivats per a les versions de triple nucli i de doble nucli. El Phenom II va resoldre els problemes que tenia el Phenom original, inclosa una velocitat de rellotge baixa, una petita memòria cau L3 i un error de Cool'n'Quiet que va reduir el rendiment. El Phenom II costava menys, però no era competitiu en el rendiment amb els Core 2 Quads de gamma mitjana-alta d'Intel. El Phenom II també va millorar el controlador de memòria del seu predecessor, cosa que li va permetre utilitzar DDR3 en un socket natiu nou AM3, tot mantenint la compatibilitat cap enrere amb AM2+, el Socket utilitzat per al Phenom i permetent l'ús de la memòria DDR2 que s'utilitzava amb la plataforma.
AMD va llançar nous chipsets el 2017 per donar suport al llançament dels seus nous productes Ryzen. Com que la microarquitectura Zen ja inclou gran part de la connectivitat de northbridge, els chipsets AM4 van variar principalment pel nombre de carrils addicionals PCI Express, connexions USB i connexions SATA disponibles. Aquests chipsets AM4 van ser dissenyats conjuntament amb ASMedia.

### Consoles
L'ús que oferia AMD en els seus productes era molt genèric, i a causa de l'auge en les consoles i diferents aparells tecnològics confeccionats per a un ús específic, aquesta generalització no era totalment òptima per a l'ús de determinada tecnologia. És per això que AMD va començar a treballar en dissenys semipersonalitzats amb el suport de Rory Read (En aquella època CEO d'AMD), aquests dissenys no oferien la millor versió per als productes de manera genèrica (En els quals, AMD centrava la seva atenció fins llavors), en canvi, per a un determinat producte, suposaven una optimització immensa que no es podia aconseguir amb un disseny fet de manera genèrica.
El mercat xinès té molts competidors pel fet que els fabricants de les companyies busquen crear els seus propis models per a les seves consoles, i és per això que fa poc, AMD va anunciar la creació d'un SoC molt més potent que els anteriors, destinat a rivalitzar amb les companyies i aconseguir destacar en l'àmbit de les consoles Xineses.
Un dels èxits d'AMD en aquest camp, és sens dubte el fet que tant PlayStation 4 com Xbox One ja compten amb xips gràfics personalitzats d'AMD, la qual cosa augmenta la popularitat d'AMD en l'àmbit de les consoles.
Actualment, AMD treballa amb Sony i Microsoft ajudant les dues companyies a desenvolupar les seves consoles de novena generació. A més, s'especula que tindrà gran impacte en el futur, on les GPU Vega i Navi d'AMD estan sent de les GPUs entre les que disputen els nous gràfics de les consoles de novena generació (Adaptant aquestes tecnologies a les consoles de cada companyia).

## Producció i fabricació
Anteriorment, AMD va produir els seus xips a les foneries semiconductores de la companyia. AMD va seguir una estratègia de col·laboració amb altres fabricants de semiconductors IBM i Motorola per codesenvolupar tecnologies de producció. El fundador d'AMD, Jerry Sanders, va denominar aquesta estratègia "Virtual Gorilla" per competir amb les inversions significativament majors d'Intel en la fabricació. [246]
El 2008, AMD va sortir de les seves foneries de xips en una empresa independent anomenada GlobalFoundries. Aquest trencament de la companyia es va atribuir als costos creixents de cada node de procés. L'Emirat d'Abu Dhabi va comprar la nova empresa creada a través de la seva filial Advanced Technology Investment Company (ATIC), adquirint la participació final d'AMD el 2009.
GlobalFoundries és una foneria nord-americana de semiconductors amb seu a Santa Clara, Califòrnia, Estats Units. GlobalFoundries va ser creada per la desinversió del braç de fabricació d'Advanced Micro Devices (AMD) el 2 de març de 2009, ampliat a través de l'adquisició de Chartered Semiconductor el 23 de gener de 2010 i ampliat a través de l'adquisició d'IBM Microelectronics l'1 de juliol de 2015 L'Emirat d'Abu Dhabi és el propietari de la companyia a través de la seva filial Advanced Technology Investment Company (ATIC). El 4 de març de 2012, AMD va anunciar que desposseïen la seva participació final del 14% en la companyia, que va concloure el pla plurianual d'AMD per desinvertir el seu braç de fabricació.
La firma fabrica circuits integrats de gran volum majoritàriament per a empreses de semiconductors com AMD, Broadcom, Qualcomm i STMicroelectronics. Té cinc plantes de fabricació de galetes de 200 mm a Singapur, una planta de 300 mm cadascuna a Alemanya i Singapur, i tres plantes als Estats Units: una planta de 200 mm a Vermont (on és el patró privat més gran) i dues plantes de 300 mm a Nova York.
Amb la spin-off de les seves foneries, AMD es va convertir en un fabricant de semiconductors fabless, dissenyant productes que es produirien a les foneries de lloguer. Part de la spin-off de GlobalFoundries va incloure un acord amb AMD per produir alguns productes a GlobalFoundries. Tant abans com s'ha produït la spin-off i després d'AMD ha continuat amb la producció d'altres fonts com TSMC i Samsung.

## Tecnologies

### Tecnologies de la CPU
A partir de 2017, les tecnologies que es troben en els productes AMD CPU / APU inclouen:
- HyperTransport: un bus de sistema d'alt amplada de banda i de baixa latència utilitzat en els productes de CPU i APU d'AMD.
- Infinity Fabric: un derivat de HyperTransport que s'utilitza com a bus de comunicació a la microarquitectura Zen d'AMD

### Tecnologies gràfiques
A partir de 2017, les tecnologies que es troben als productes GPU d'AMD inclouen:
- AMD Eyefinity: facilita la configuració de monitors de fins a 6 monitors per targeta gràfica
- AMD FreeSync: mostra la sincronització basada en l'estàndard VESA Adaptive Sync
- AMD TrueAudio: acceleració dels càlculs d'àudio
- AMD XConnect: permet l'ús de tancaments GPU externs a través de Thunderbolt 3
- AMD CrossFire - tecnologia multi-GPU que permet l'ús simultani de múltiples GPUs
- Decodificador de vídeo unificat (UVD): acceleració de la descompressió de vídeo (descodificació)
- Video Coding Engine (VCE) - acceleració de la compressió de vídeo (codificació)

### Software
- AMD Catalyst: Es tracta d'una col·lecció de programari de controladors de dispositius disponible per a Microsoft Windows i Linux.
- AMDGPU: Es tracta d'un dispositiu controlador de codi obert AMD que suporta, a més, l'arquitectura GCN i està disponible per a Linux.
- Eines AMD CodeXL: Inclou un depurador i un perfilador GPU, un perfilador de CPU i un Analitzador Estàtic de nucli OpenCL.
- SDK AMD Stream SDK i AMD APP SDK (processament paral·lel accelerat) per habilitar els nuclis de processament de gràfics AMD (GPU), que treballen de manera concertada amb els nuclis x86 (CPU) del sistema, per executar de manera heterogènia moltes aplicacions més enllà de gràfics.
- AMD ha participat activament en el desenvolupament d'un coreboot: Un projecte de codi obert destinat a substituir el microprogramari propietari del BIOS. Va cessar el 2013, però AMD ha indicat recentment que està considerant l'alliberament del codi font per tal que Ryzen sigui compatible amb el coreboot en el futur.
- S'inclou la biblioteca de matemàtiques bàsiques AMD i el programari de codi obert, inclosa la biblioteca de rendiment AMD i el programa de configuració de rendiment de CodeAnalyst en diferents programes.
- AMD contribueix a projectes de codi obert, com Sun Microsystems per millorar OpenSolaris i Sun xVM a la plataforma AMD. AMD també manté la seva pròpia distribució de compiladors Open64 i aporta els seus canvis a la comunitat.
- El 2008, AMD va publicar les especificacions de programació de baix nivell per a les seves GPU i treballa amb la Fundació X.Org per desenvolupar controladors per a targetes gràfiques AMD.
- Extensions per al paral·lelisme de programari (xSP), destinades a accelerar els programes per permetre el processament de múltiples fils i multinucli, anunciat en Technology Analyst Day 2007. Una de les iniciatives que es discuteixen des del mes d'agost de 2007 és la publicació de perfils lleugers (LWP). El monitor de maquinari intern amb temps d'execució, per observar informació sobre l'execució del procés i ajudar a optimitzar el disseny del programari amb programes multinucli i fins i tot multifil. Un altre és l'extensió del conjunt d'instruccions Streaming SIMD Extension (SSE), el SSE5.
- Nom de codi SIMFIRE - eina de proves d'interoperabilitat per a l'arquitectura oberta d'arquitectura d'escriptori i mòbil per al sistema de maquinari (DASH).